# جون ستوكتون (سياسي)
جون ستوكتون هو سياسي أمريكي، ولد في 24 ديسمبر 1798 في لانكستر في الولايات المتحدة، وتوفي في 21 نوفمبر 1878 في ماونت كليمنس في الولايات المتحدة. نشط حزبياً في الحزب الديمقراطي.